# Allied Filmmakers
 (décembre 2023).
Allied Filmmakers était une société de production cinématographique britannique, fondée par Jake Eberts à Londres en 1985 en tant que branche cinématographique de Pathé. Après la fermeture de l'entreprise, Pathé détenait les droits sur la plupart des produits de l'entreprise, à quelques exceptions près.

## Cinéma

### Années 1980
- Hope and Glory (1987; non crédité)
- Les Aventures du baron de Münchausen (The Adventures of Baron Munchausen, 1988)
- Dernière Sortie pour Brooklyn (Last Exit to Brooklyn, 1989)
- Miss Daisy et son chauffeur (Driving Miss Daisy, 1989; non crédité)

### Années 1990
- Danse avec les loups (Dances with Wolves, 1990)
- Le Prince Casse-Noisette (The Nutcracker Prince, 1990)
- Dragon and Slippers (1991; non crédité)
- Get Back (1991; documentaire musical de The Paul McCartney World Tour)
- La Cité de la joie (City of Joy, 1992)
- Pico et Columbus : Le Voyage magique (The Magic Voyage, 1992; non crédité)
- Et au milieu coule une rivière (A River Runs Through It, 1992)
- Super Mario Bros. (1993)
- Le Voleur et le Cordonnier (The Thief and the Cobbler, 1993)
- Absolom 2022 (No Escape, 1994; aussi nommé Escape from Absolom dans certains pays)
- James et la Pêche géante (James and the Giant Peach, 1996)
- Du vent dans les saules (The Wind in the Willows, 1996; aussi nommé Mr. Toad's Wild Ride aux États-Unis)
- Grey Owl (1999)

### Années 2000
- Chicken Run (2000; non crédité)
- La Légende de Bagger Vance (The Legend of Bagger Vance, 2000)
- Renaissance (2006; non crédité)

### Années 2010
- L'Illusionniste (The Illusionist, 2010; non crédité)